# 尼亞瓦蘭宮
尼亚瓦兰宫殿建筑群（波斯語： – Majmue-ye Kākh-e Niāvarān）是一座历史悠久的宫殿建筑群，位于伊朗谢米兰（德黑兰北部）。它由几座可追溯到卡扎尔王朝和巴列维王朝的宫殿建筑和纪念碑组成。 它的旁边是萨阿德·奥包德宫殿群（波斯语：مجموعه سعدآباد‎，Majmue ye Sa’dābād），现一部分作为伊朗总统官邸使用。

## 历史
巴列维王朝统治期间，为穆罕默德·礼萨沙(1919-1980) 的皇室修建了一座名为尼亚瓦兰的新宫殿。该宫殿于1958年设计，1967年竣工。它为皇室提供了多种用途休闲娱乐，包括作为沙阿和皇后的住所以及招待来访外国元首的场所。 1977年新年前夜，美国总统吉米·卡特的招待会和国宴在这里举行。 
1979 年 1 月，在伊朗伊斯兰革命爆发后，沙阿和皇后离开伊朗时，基本上抛弃了一切。除艾哈迈德沙希亭（Ahmad Shahi Pavilion）外，萨希布卡拉尼宫的所有外围建筑均被拆除，现在的建筑建在萨希布卡拉尼宫的北面。艾哈迈德·沙希馆当时被用作世界各国领导人向伊朗帝国沙阿赠送礼物的展览中心。 

## 私人图书馆
该图书馆于 1994 年国际博物馆日之际向公众开放。 

### 建造
图书馆的室内设计由建筑师Aziz Farmanfarmayan设计。

### 特征
该建筑分为三个不同的楼层，分别为阅览室、主图书馆和视听室。图书馆的其他部分收藏着超过 350 件艺术品。这些作品反映了现代艺术史的部分内容，特别是 20 世纪 50 年代和 60 年代伊朗艺术的现代倾向。

### 画廊

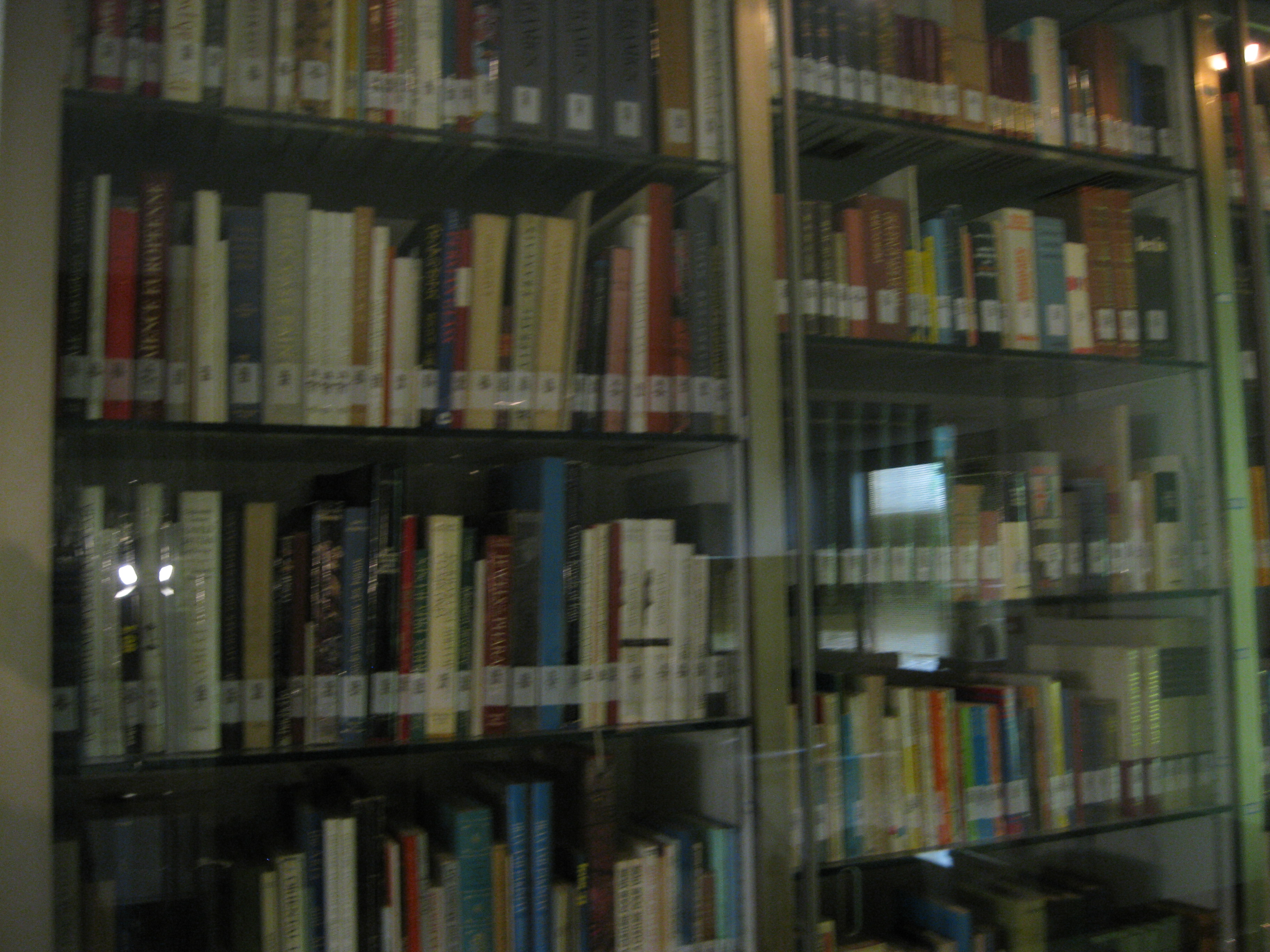
書籍
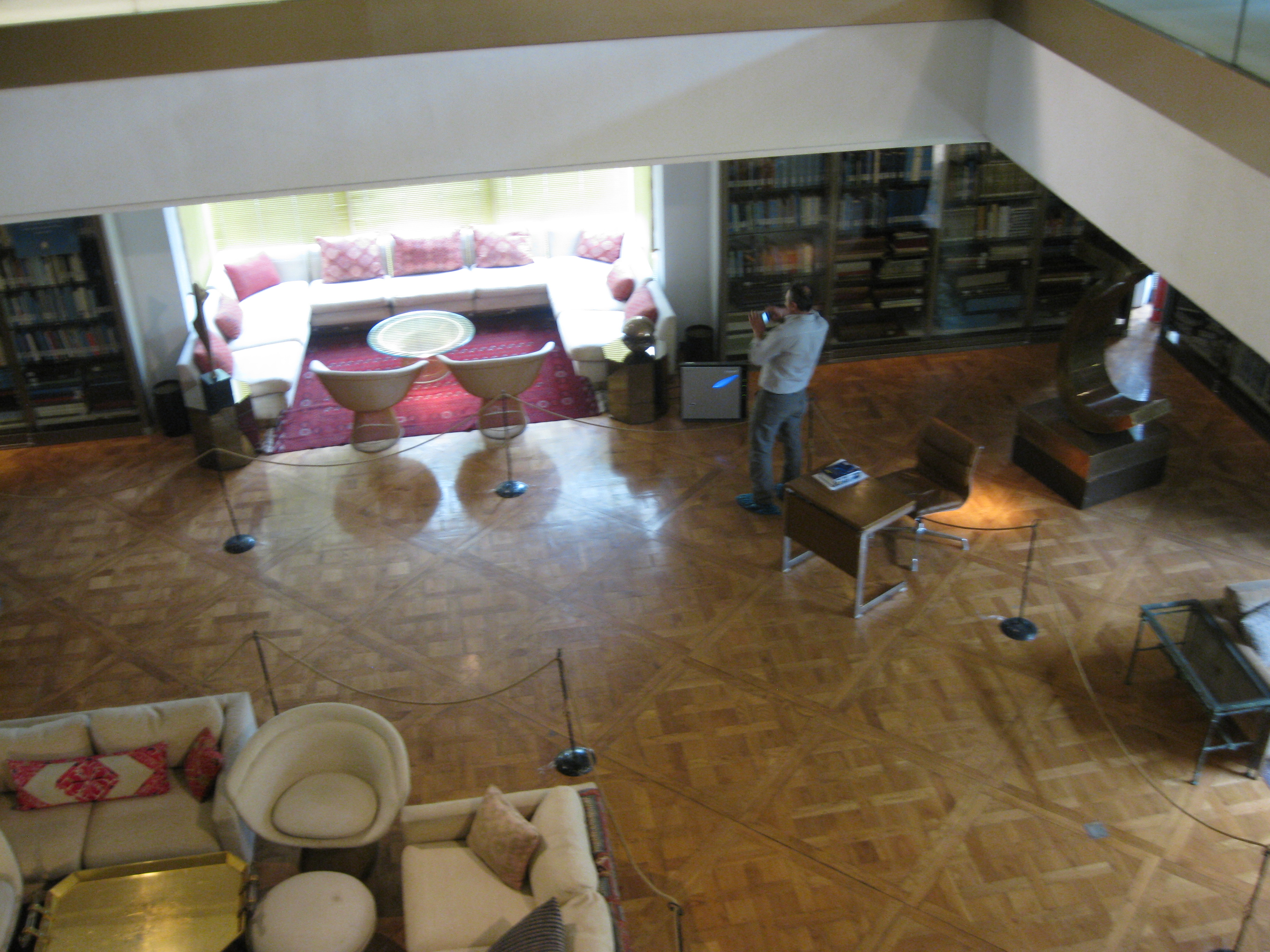
第一层
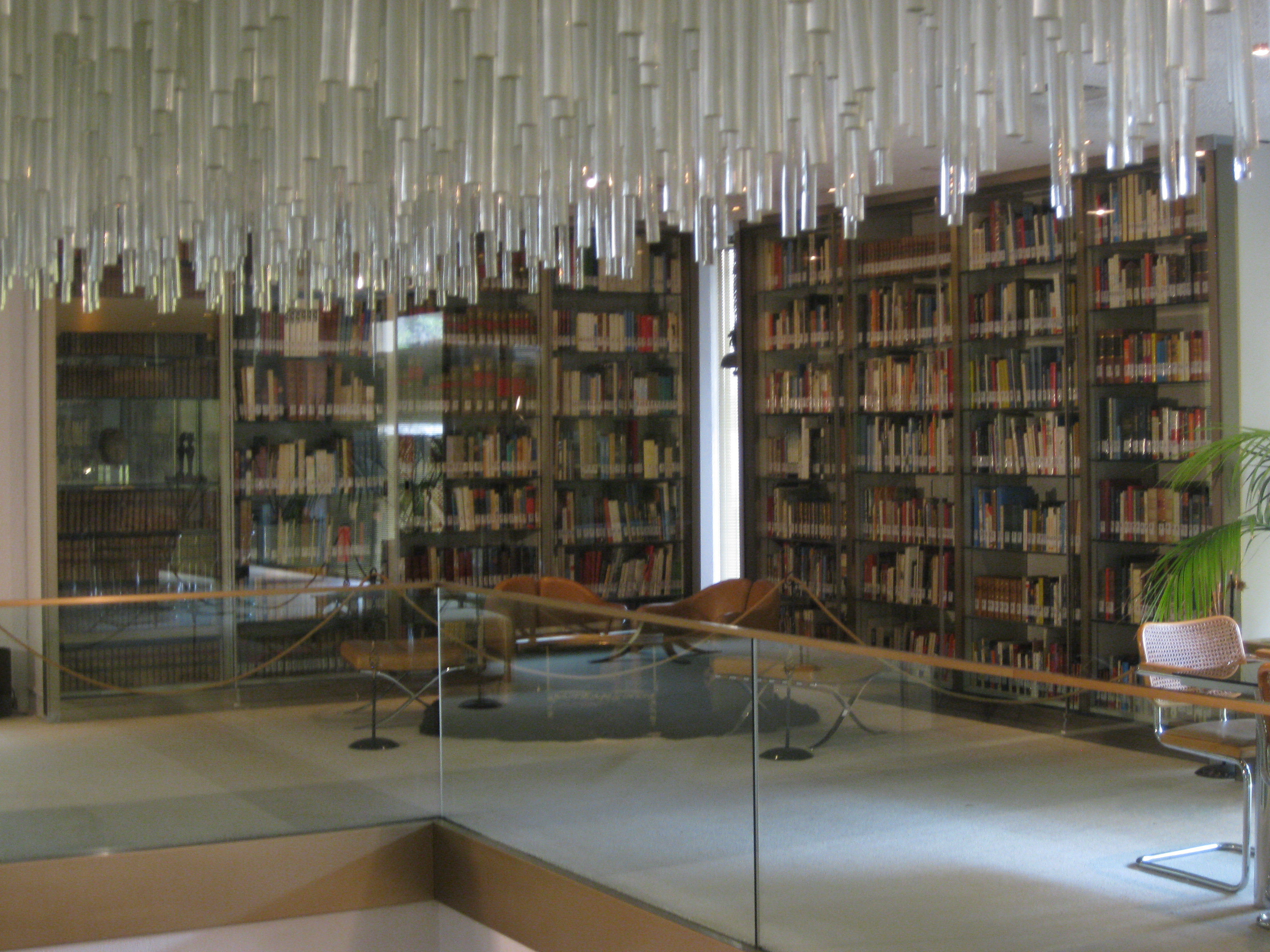
書格和玻璃灯饰
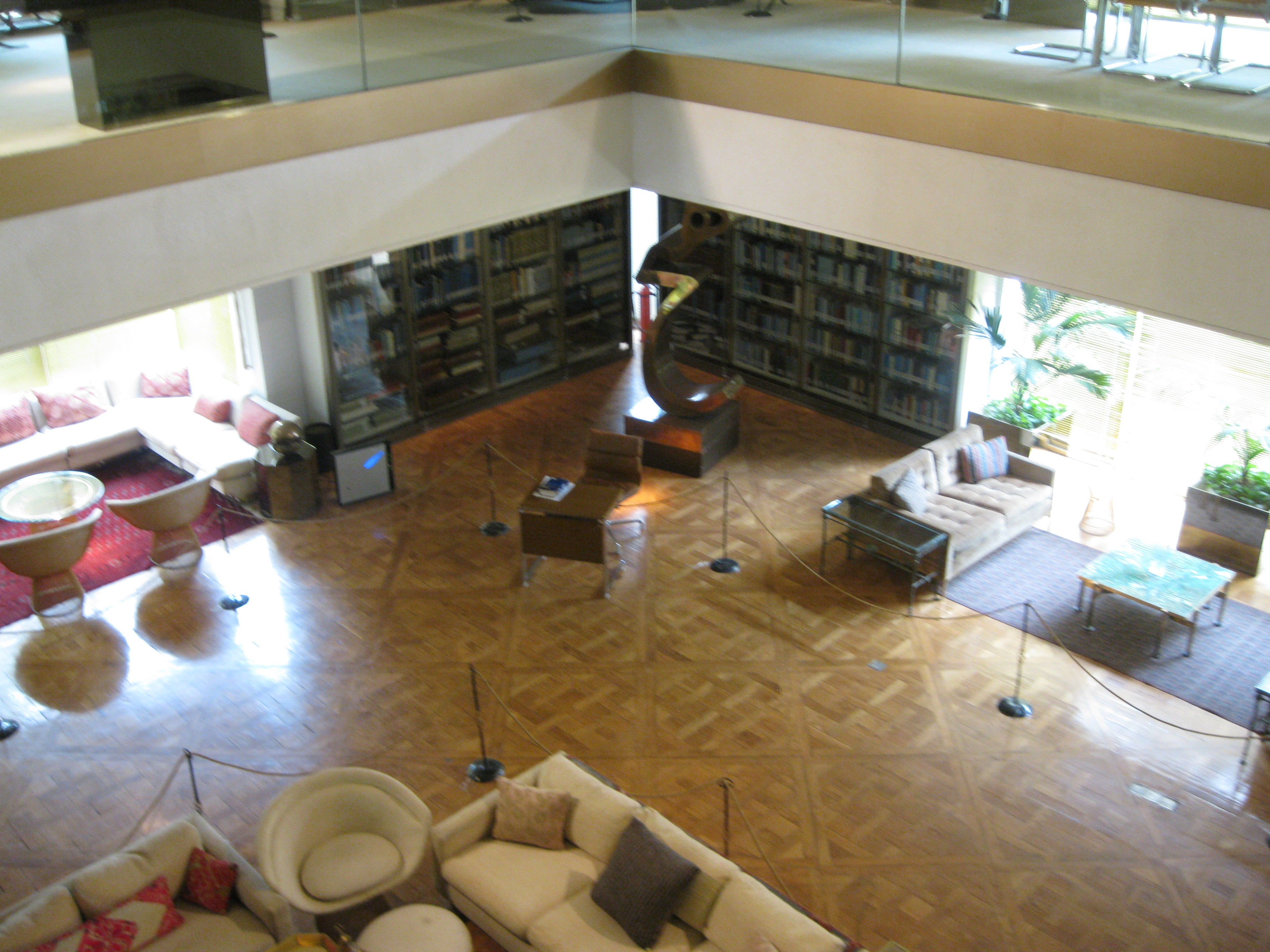
第一层
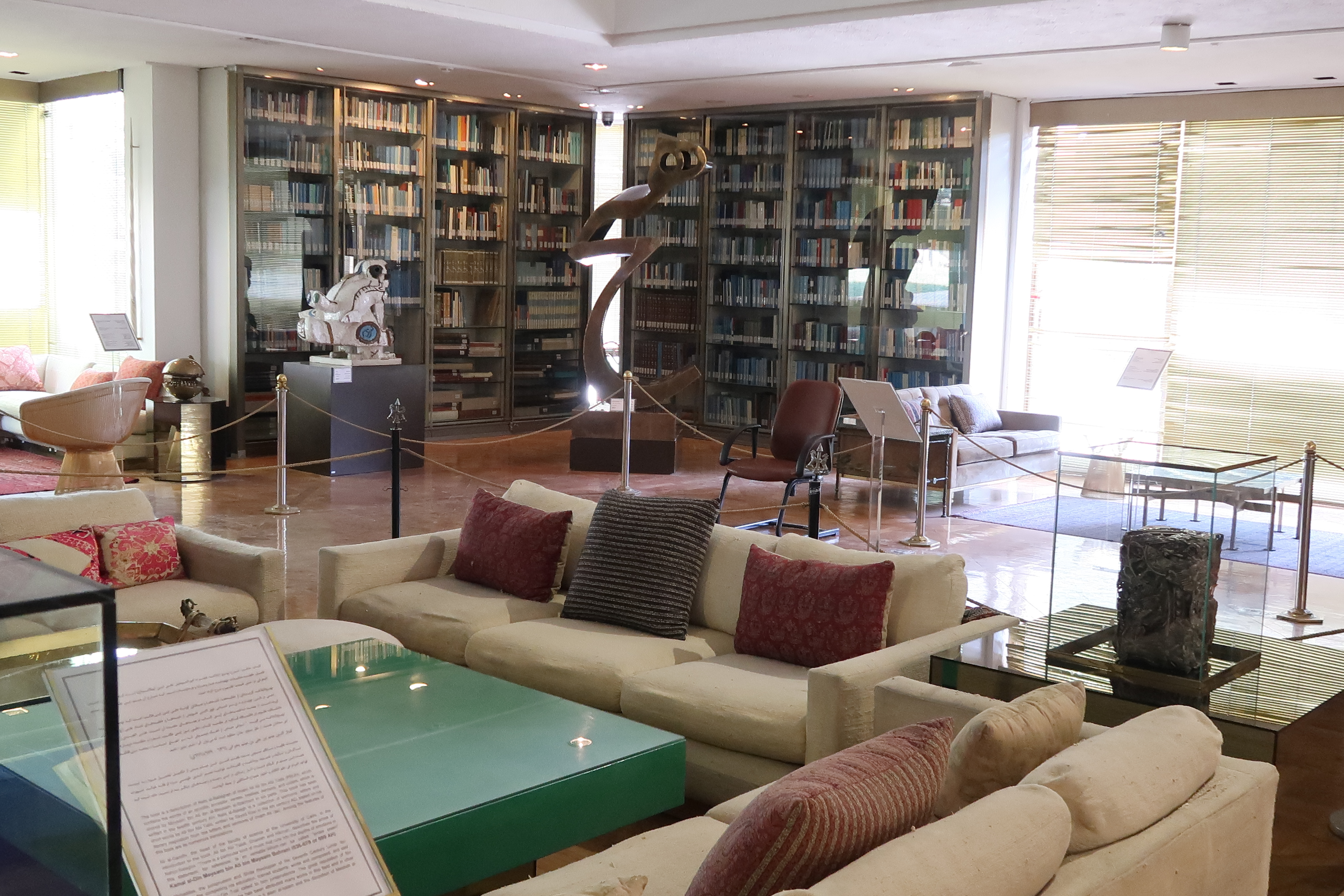
图书馆内部
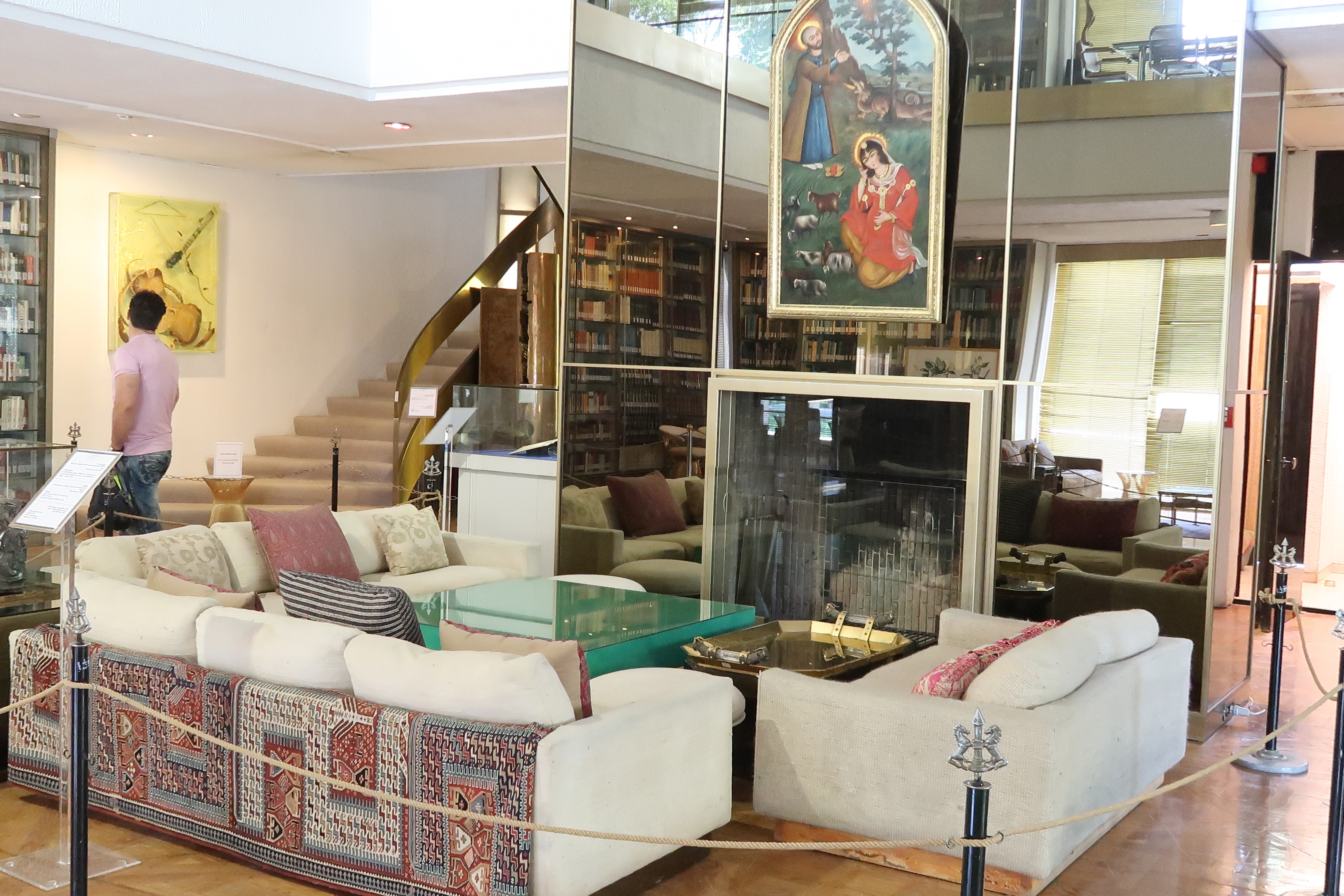
图书馆内部

## 画廊

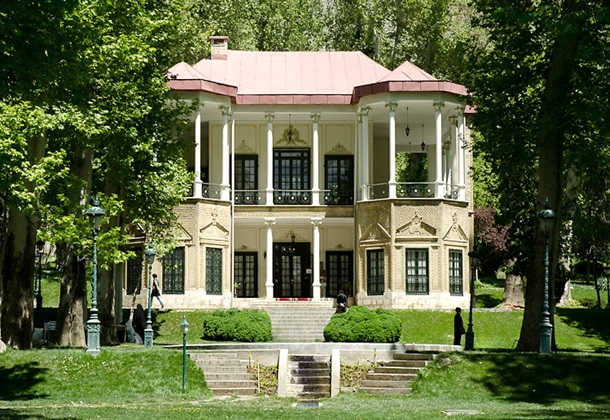
Ahmad Shahi Pavilion
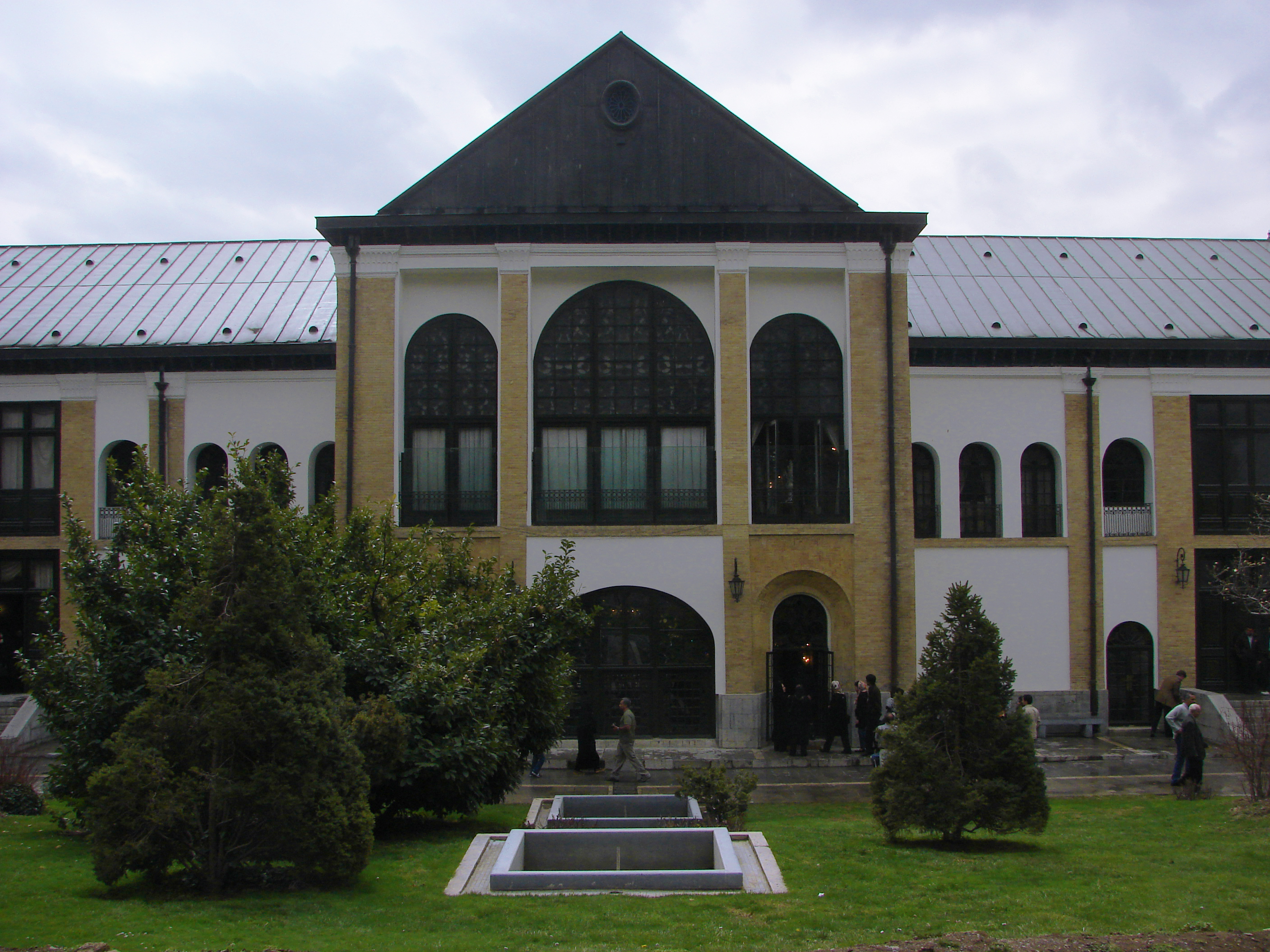
Sahebgharaniyeh Palace
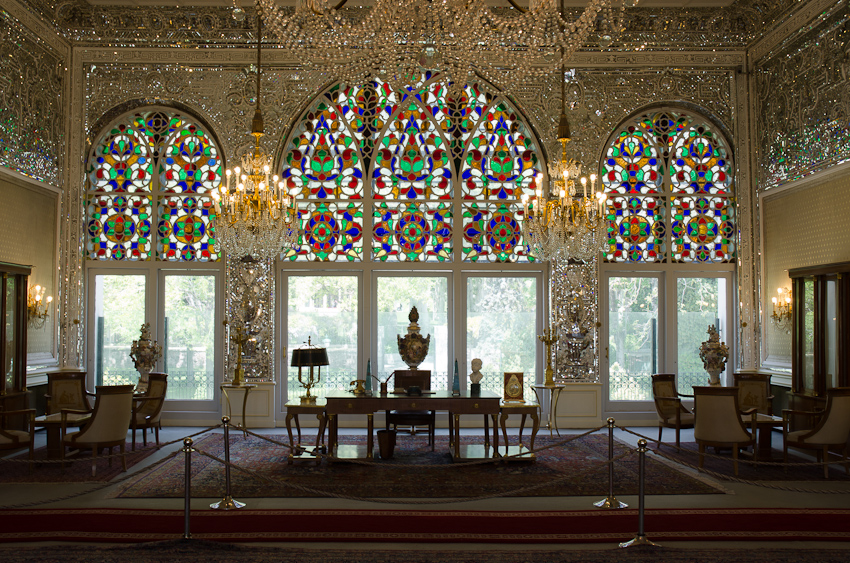
The Imperial office of the Shah within the Saheb Qaranie.
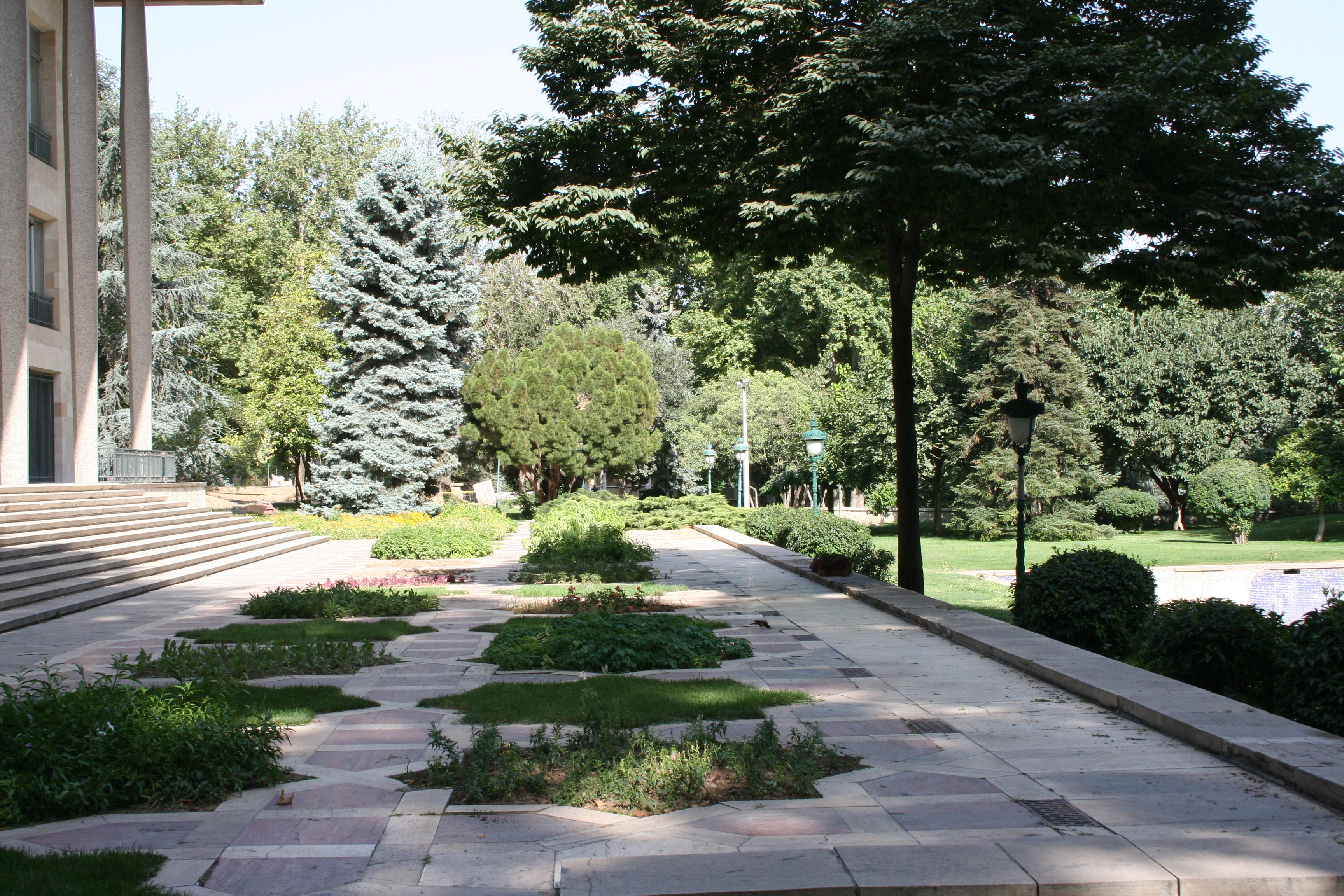
Area in front of the Niavaran Mansion.
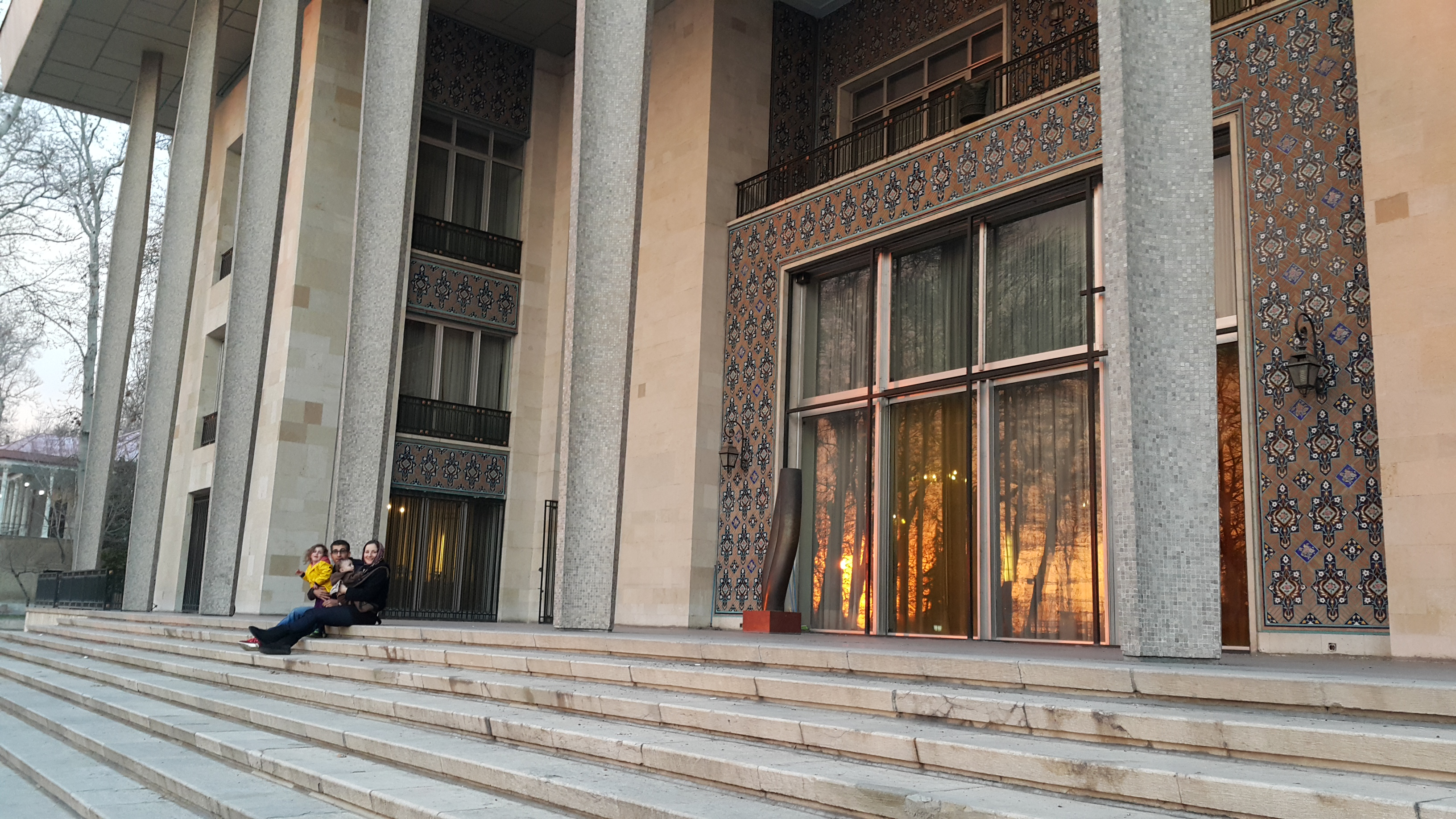
The gate of the Niavaran Mansion.
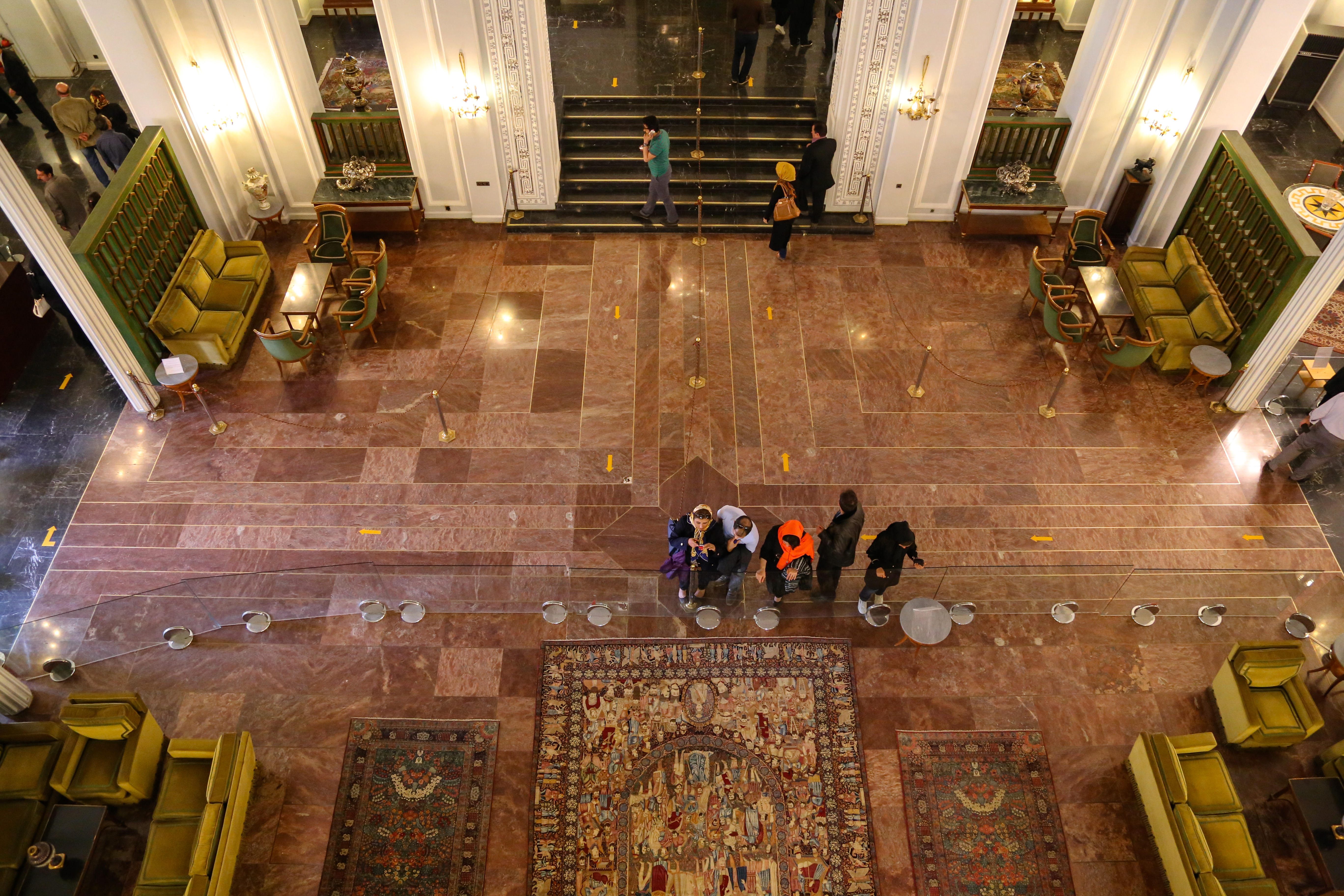
Inside the Niavaran Mansion.
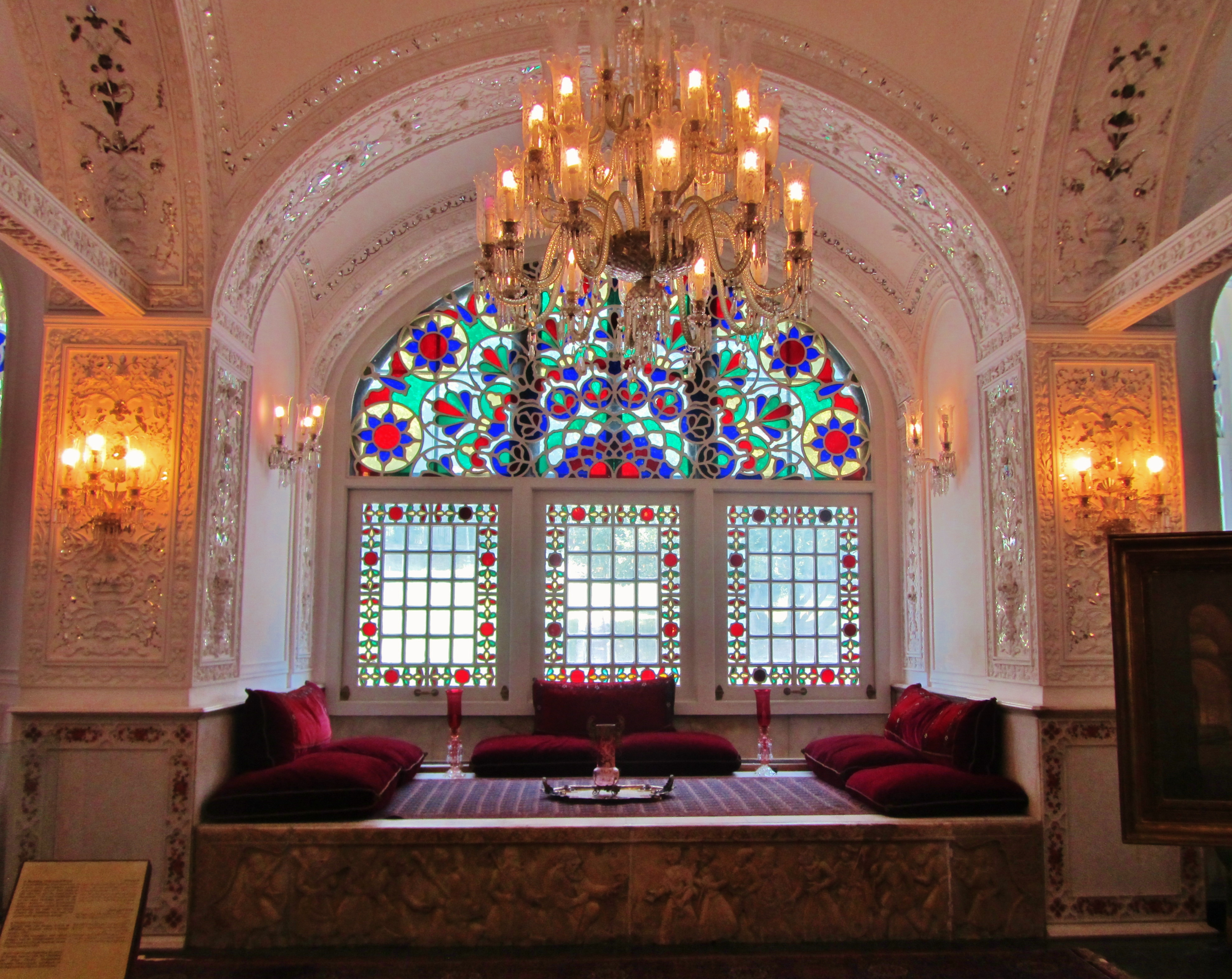
Inside the Niavaran Mansion.
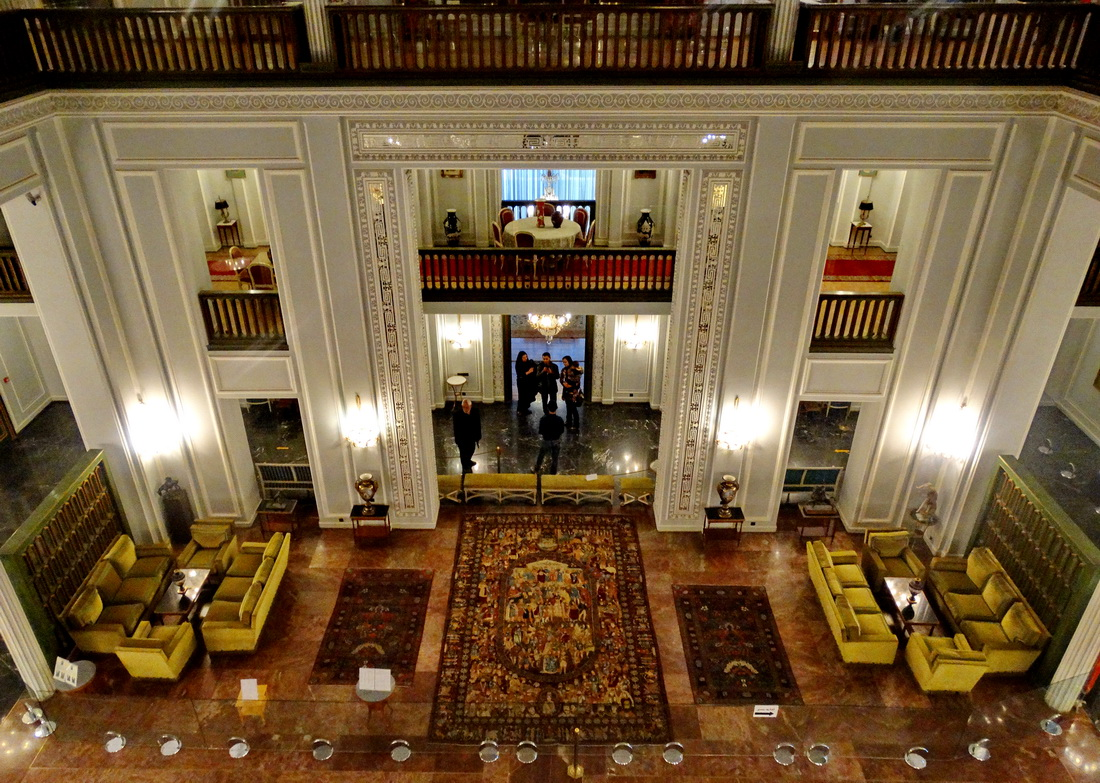
Inside the Niavaran Mansion.
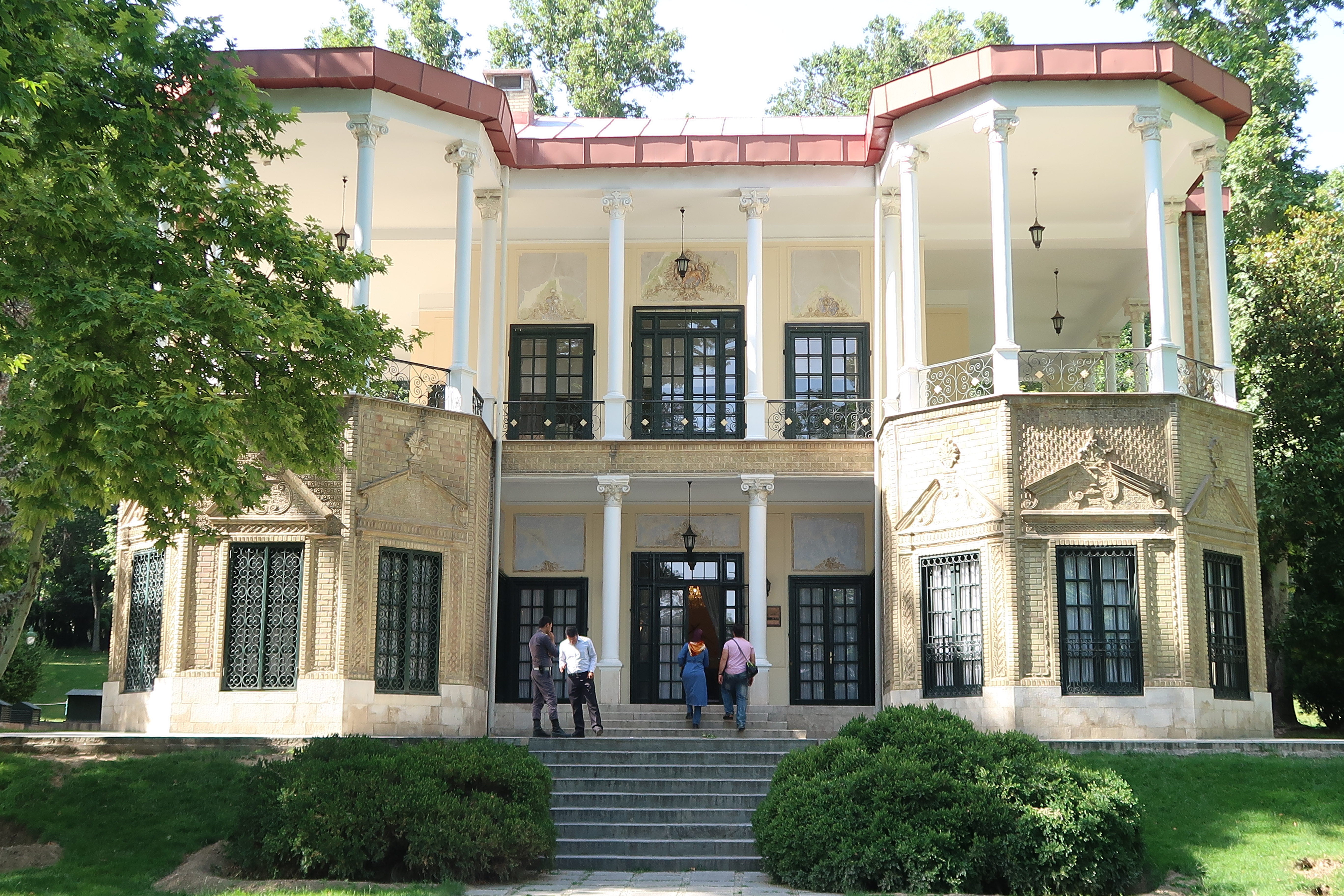
Ahmad Shahi Pavilion
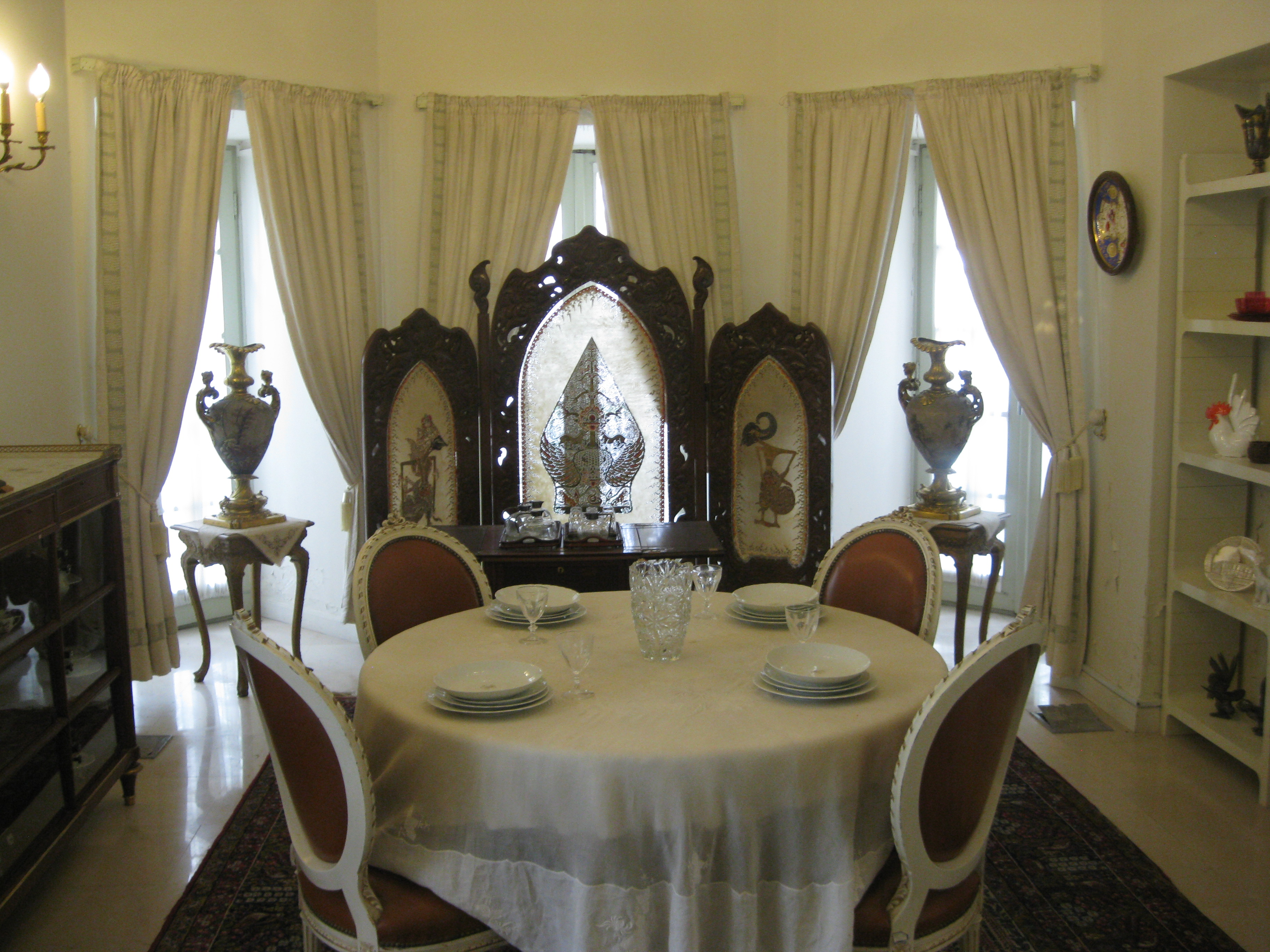
Inside the Ahmad Shahi Pavilion.
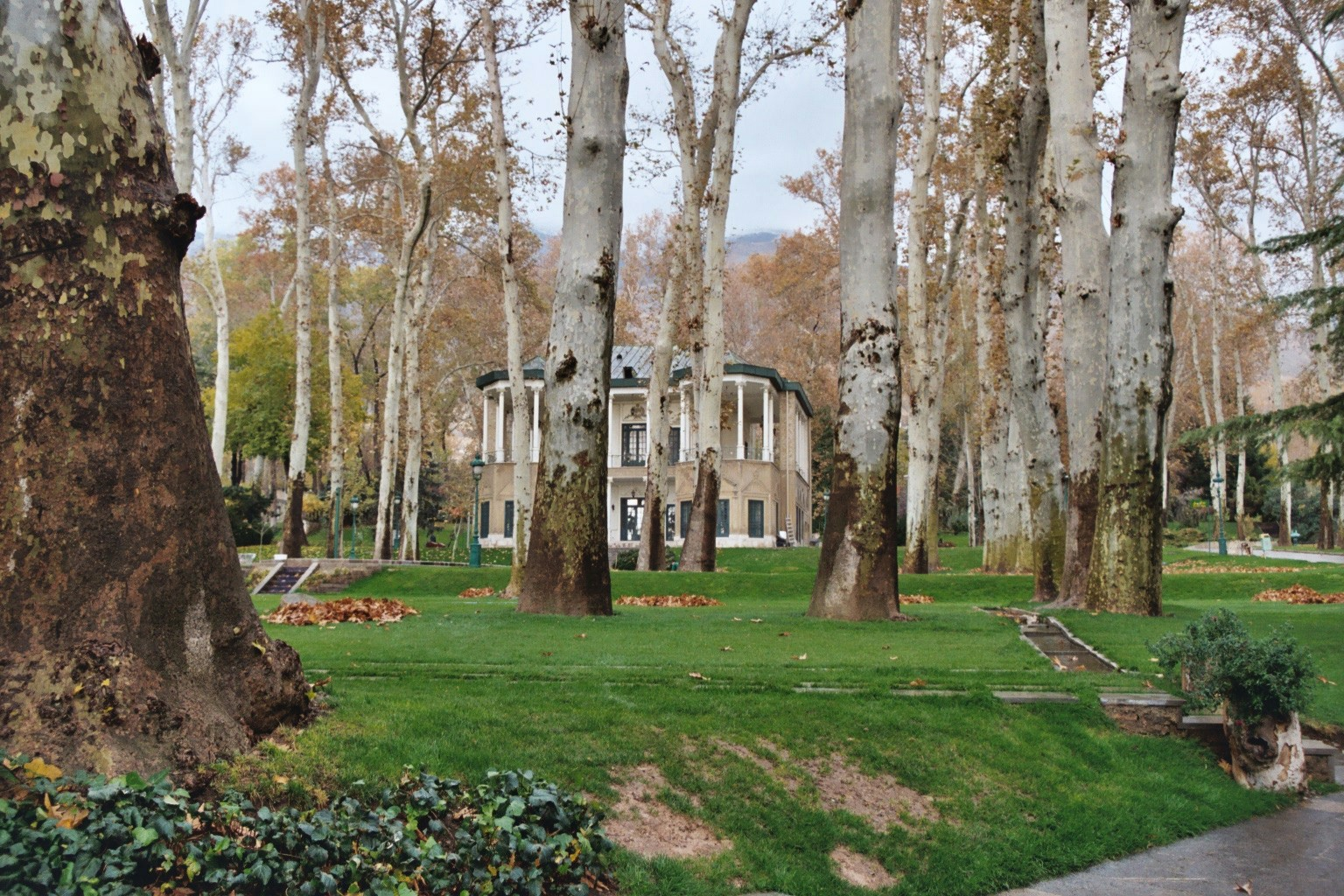
Area in front of the Pavilion.
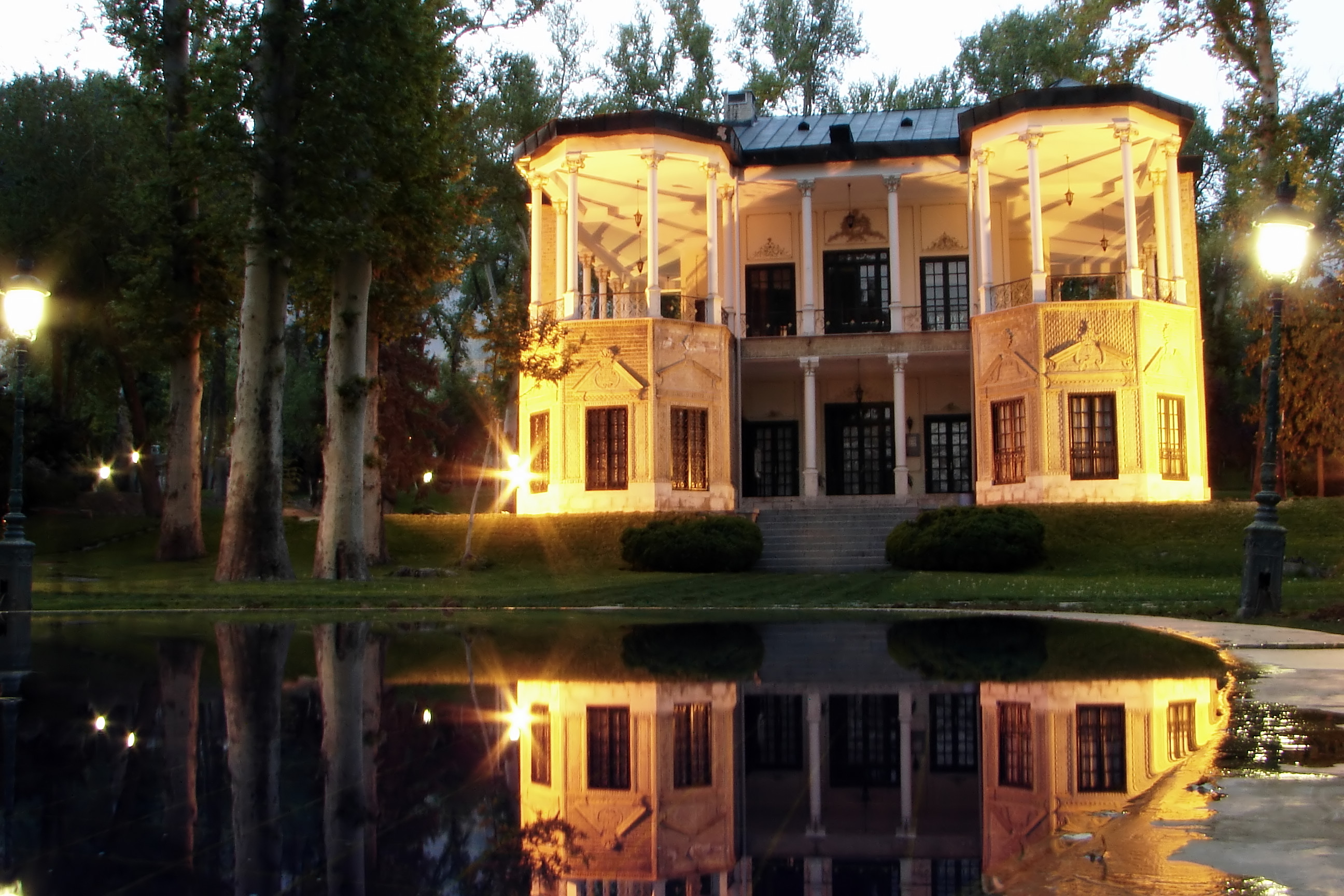
Ahmad Shahi Pavilion
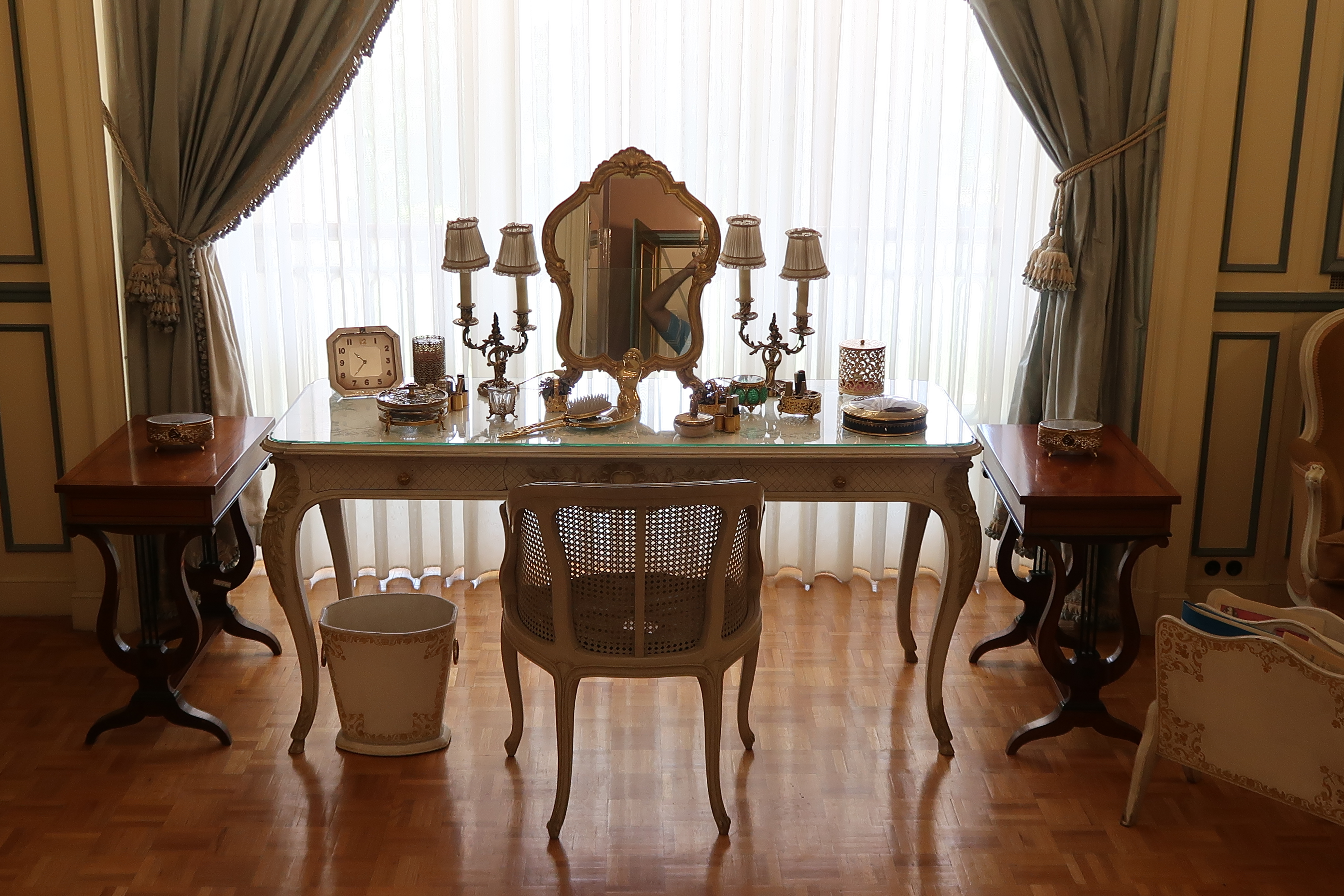
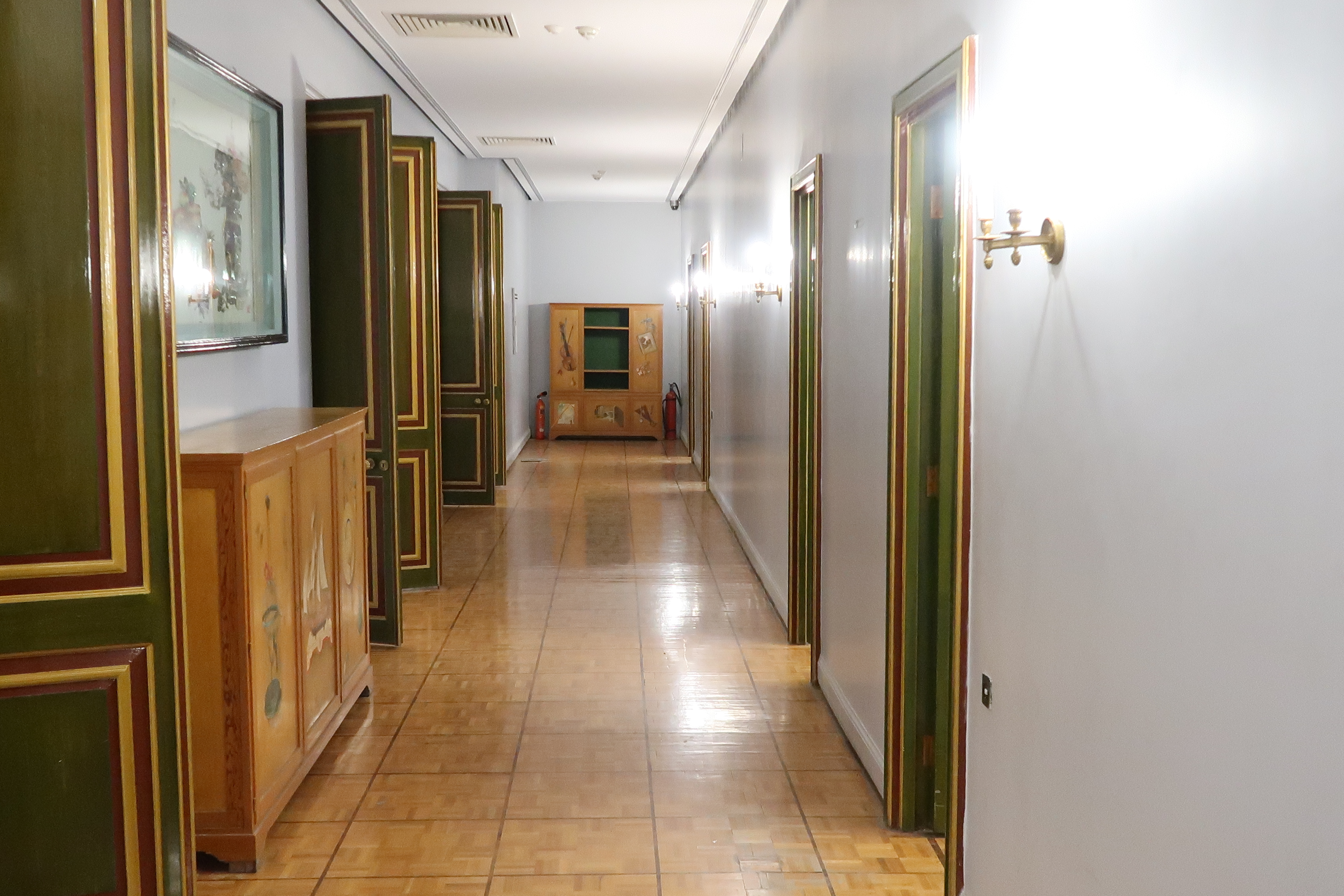
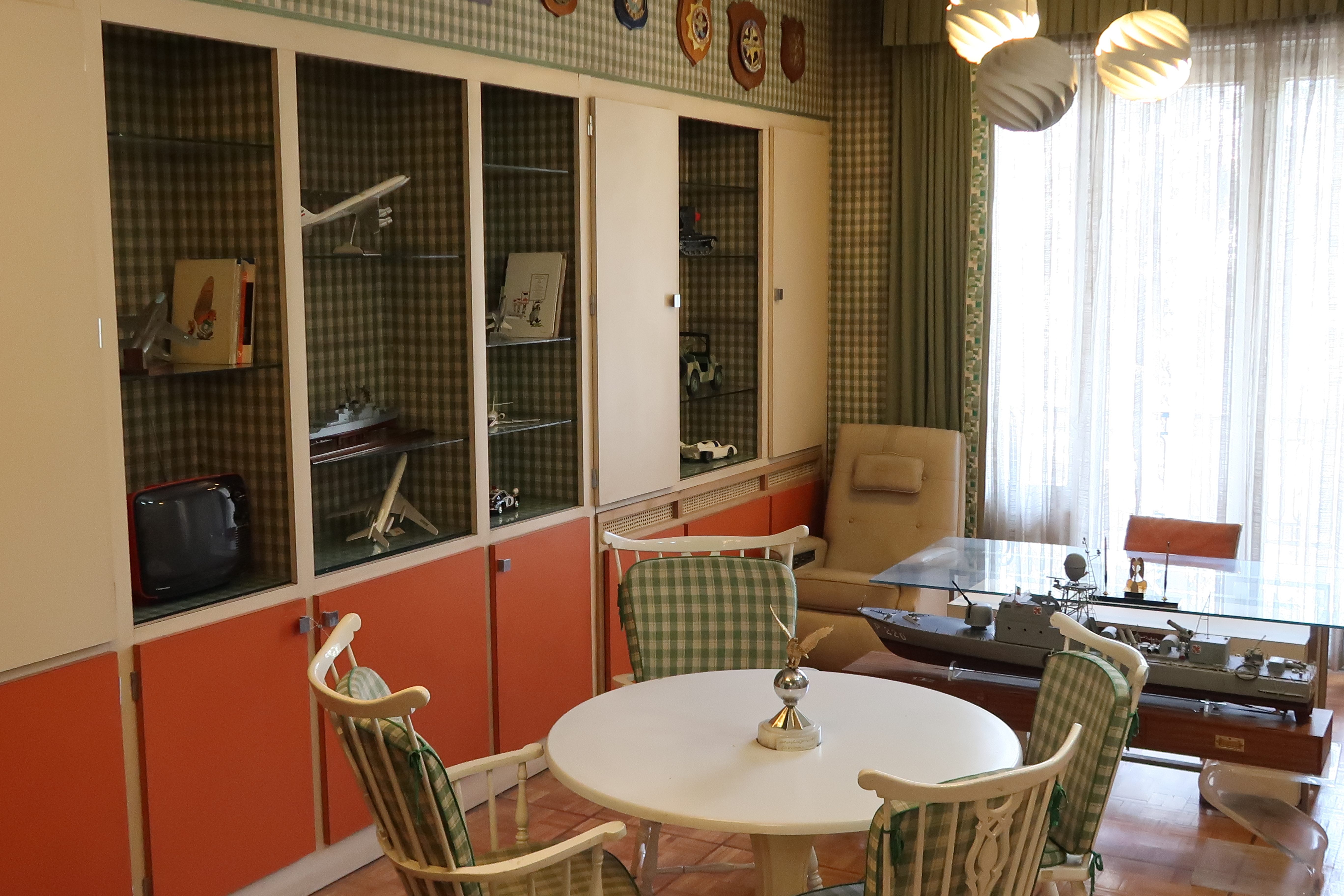
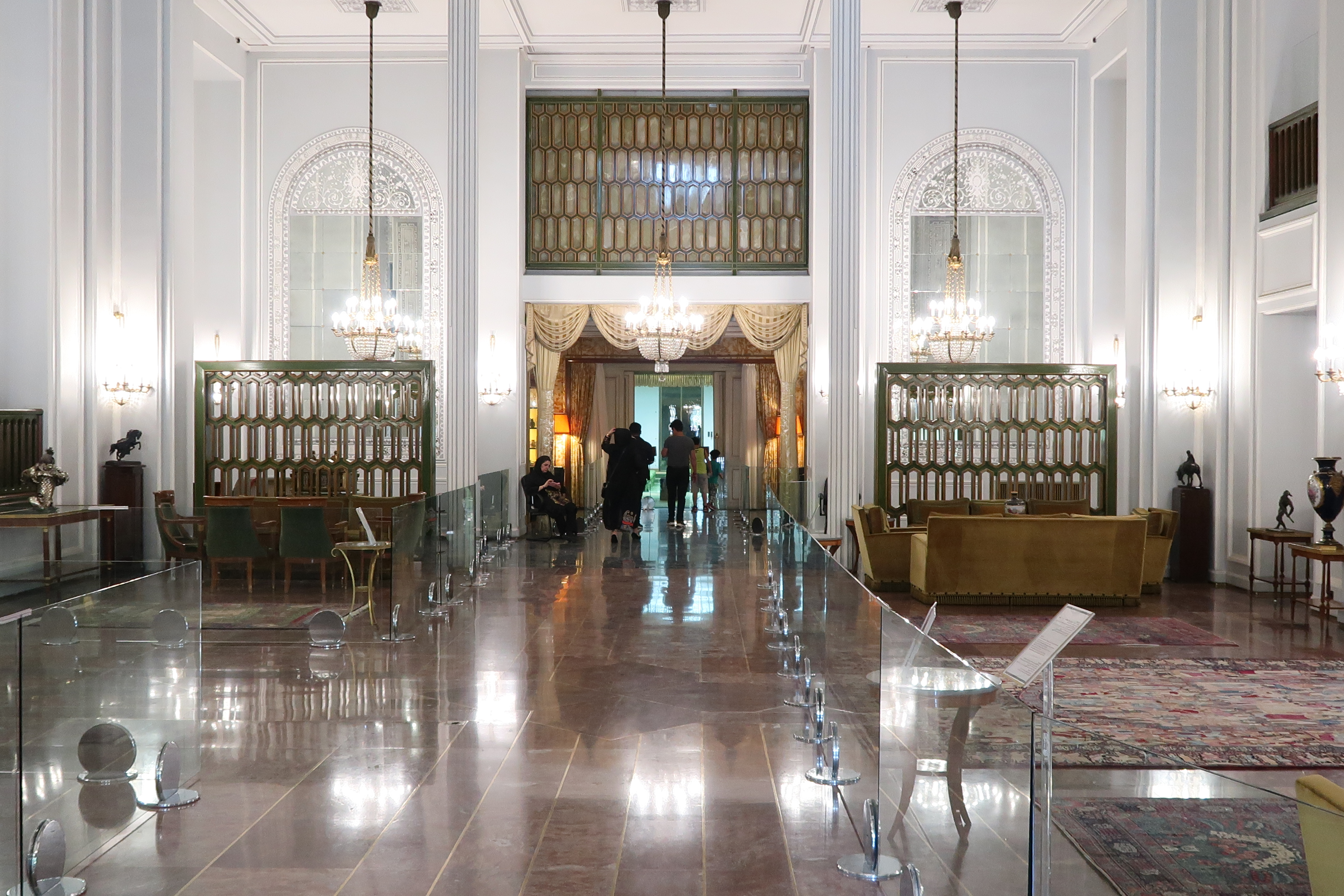
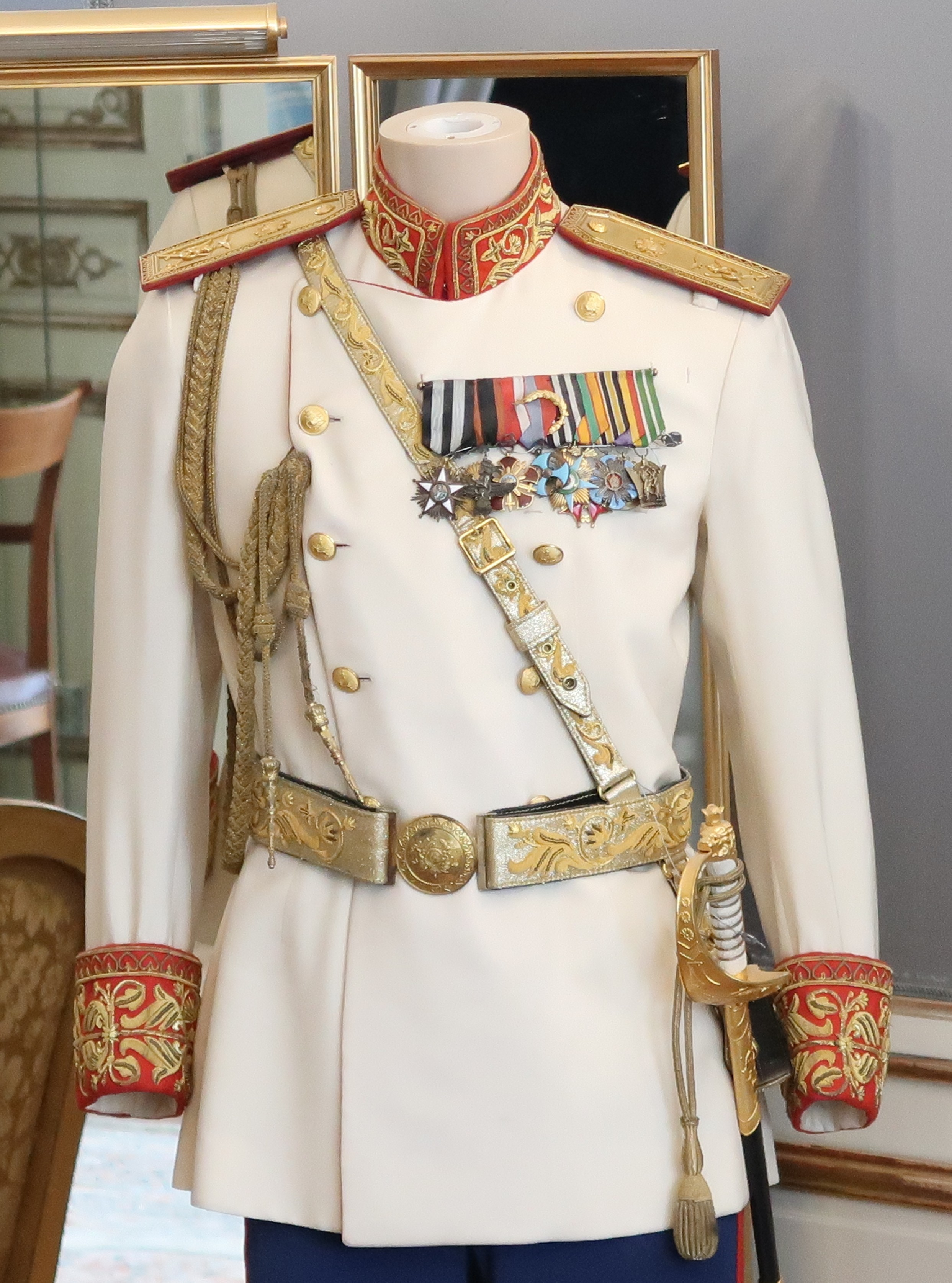
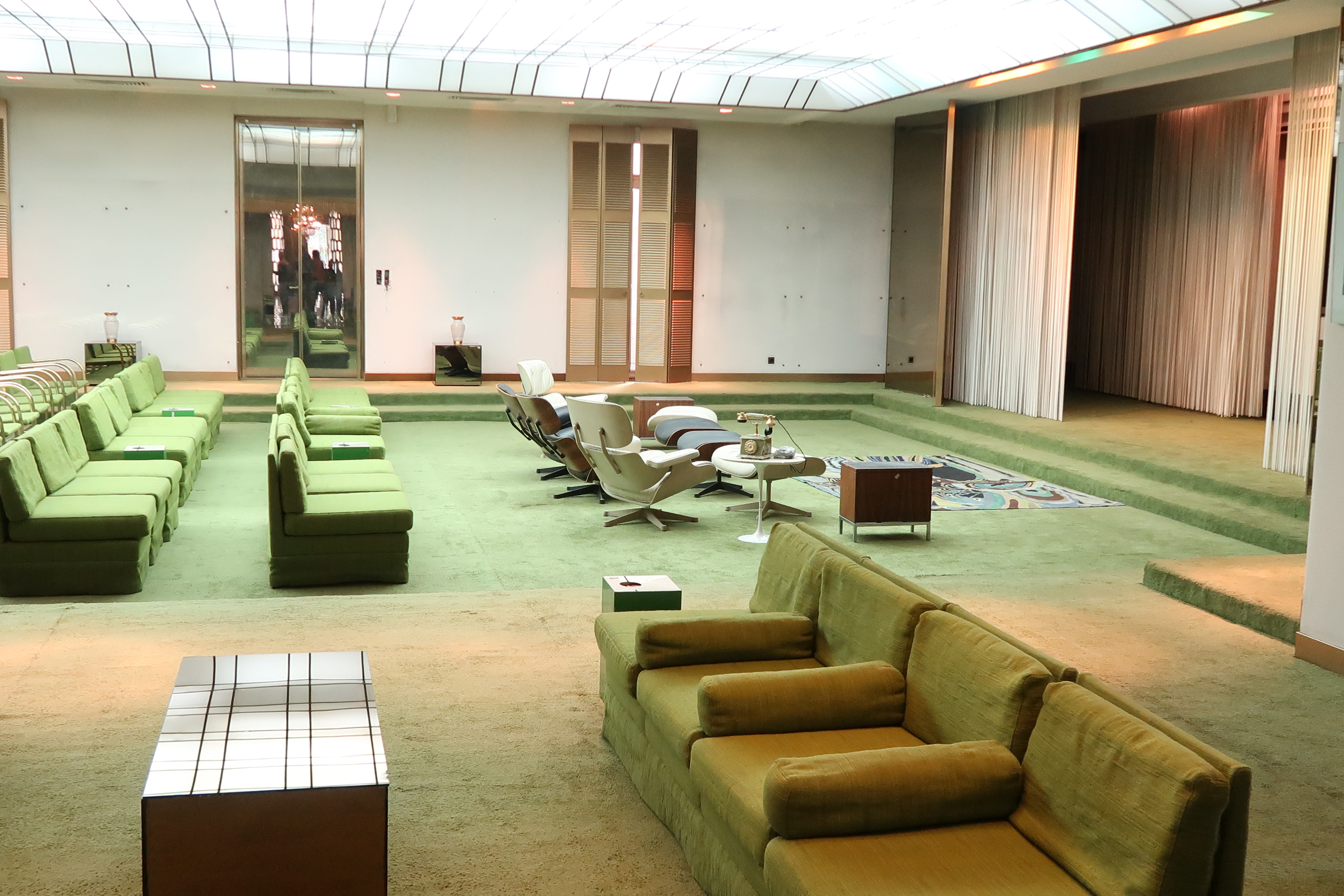